# If You Were Me
Pour plus de détails, voir Fiche technique et Distribution.
If You Were Me (여섯 개의 시선, Yeoseot gae ui siseon) est un film à sketches sud-coréen réalisé par Park Chan-wook, Jeong Jae-eun, Park Jin-pyo, Park Kwang-su, Yeo Kyun-dong et Yim Soon-rye, sorti en 2003. Le film a eu huit suites (dont deux en animation).
Chaque segment a bénéficié d'un budget 39 000 dollars,,.

## Synopsis
- Crossing : Kim Moon-joo, acteur paralysé, déambule dans le quartier de Sejongno à Séoul.
- The Man with an Affair : un homme condamné pour agression sexuelle est rejeté par ses voisins.
- The Weight of Her : une lycéenne essaie d'obtenir un travail mais a des difficultés à cause de son surpoids.
- Face Value : des personnes postulent pour un emploi et sont jugées sur leur apparence physique.
- Tongue Tied : pour que leur fils parle mieux anglais, des parents lui font subir une opération de la langue.
- N.E.P.A.L.: Never Ending Peace and Love : d'après une histoire vraie, une femme népalaise, Chandra, est internée six  ans en Corée dans un hôpital psychiatrique parce qu'on la croit folle alors qu'elle ne parle juste pas coréen.

## Fiche technique
- Titre : If You Were Me
- Titre original : 여섯 개의 시선 (Yeoseot gae ui siseon)
- Réalisation et scénario : 
  - Yeo Kyun-dong (Crossing)
  - Jeong Jae-eun (The Man with an Affair)
  - Yim Soon-rye (The Weight of Her)
  - Park Kwang-su (Face Value)
  - Park Jin-pyo (Tongue Tied)
  - Park Chan-wook (N.E.P.A.L.: Never Ending Peace and Love)
- Musique : Oh Bong-jun, Jo Yeong-wook, Choi Seung-hyun, Park Ki-heon et Jo Seong-woo
- Photographie : Kim Byeong-seo, Kim Tae-han, Kim Jae-hong, Kim Byeong-il et Kim Dong-eun
- Montage : Lee Chan-ho, Park Yoo-kyeong, Lee Eun-su, Choi Jae-geun, Moon In-dae et Kim Yang-il
- Société de production : National Human Rights Commission of Korea
- Pays de production :  Corée du Sud
- Genre : Drame
- Durée : 110 minutes
- Date de sortie : 
  - Corée du Sud : 14 novembre 2003

## Distribution
Crossing
- Kim Moon-joo : Moon-joo
- Jeon Eun-hye : la jeune sœur
- Lee Young-hee : la mère

The Man with an Affair
- Baek Jong-hak : M. A
- Byeon Jeong-su : la mère
- Jeon Ha-eun : l'enfant

The Weight of Her
- Jo Sun-kyung : Sun-kyung
- Kil Hae-yeon : Madame
- Lee Seol-hee : Seol-hee
- Yim Soon-rye : le professeur

Face Value
- Jeong Ae-yeon : la préposée au parking
- Ji Jin-hee : le chauffeur
- Kim Jeong-pal

Tongue Tied
- Dong Hyo-hee : la mère
- Hwang Oh-yeon : le père
- Kim Soo-min : l'enfant
- Lee Young-hee : l'infirmière déguisée en lapin
- Kim Se-dong : le médecin

N.E.P.A.L.: Never Ending Peace and Love
- Lama Kanchan Maya : Chandra Kumari Gurung à Séoul
- Jung Suk-kyu : le chef Kim
- Oh Dal-su : le policier
- Lee Ji-hyun : l'infirmière
- K. P. Sitoura : l'entrepreneur népalais
- Chandra Kumari Gurung : elle-même